# صوفي ستاكي
صوفي ستاكي (بالإنجليزية: Sophie Stuckey)‏ هي ممثلة بريطانية، ولدت في 1 مارس 1991 في المملكة المتحدة.

## أعمال

### أفلام
- (2009) ماي لايف إن روينز[4][5]
- (2012) المرأة ذات الرداء الأسود

## وصلات خارجية
- صوفي ستاكي على موقع IMDb (الإنجليزية)
- صوفي ستاكي على موقع ألو سيني (الفرنسية)
- صوفي ستاكي على موقع أول موفي (الإنجليزية)
- صوفي ستاكي على موقع قاعدة بيانات الأفلام السويدية (السويدية)
- صوفي ستاكي على موقع قاعدة بيانات الفيلم (الإنجليزية)
- صوفي ستاكي على موقع كينوبويسك (الروسية)